# 尚帕尼奥勒 (滨海夏朗德省)
尚帕尼奥勒（法語：Champagnolles，法語發音：[ʃɑ̃paɲɔl]）是法国滨海夏朗德省的一个市镇，位于该省南部，属于容扎克区。

## 地理
尚帕尼奥勒（45°30'51"N, 0°38'17"W）面积17.03 平方千米，位于法国新阿基坦大区滨海夏朗德省，该省份为法国西部滨海省份，北起旺代省，西临大西洋，南至吉倫特省，东南接多爾多涅省，东北接德塞夫勒省接壤，东临夏朗德省。
与尚帕尼奥勒接壤的市镇（或旧市镇、城区）包括：布瓦、热莫扎克、日夫勒扎克、洛里尼亚克、吉伦特河畔圣福尔、瑟德尔河畔圣日耳曼、圣帕莱德菲奥兰、圣康坦德朗萨讷、唐扎克。

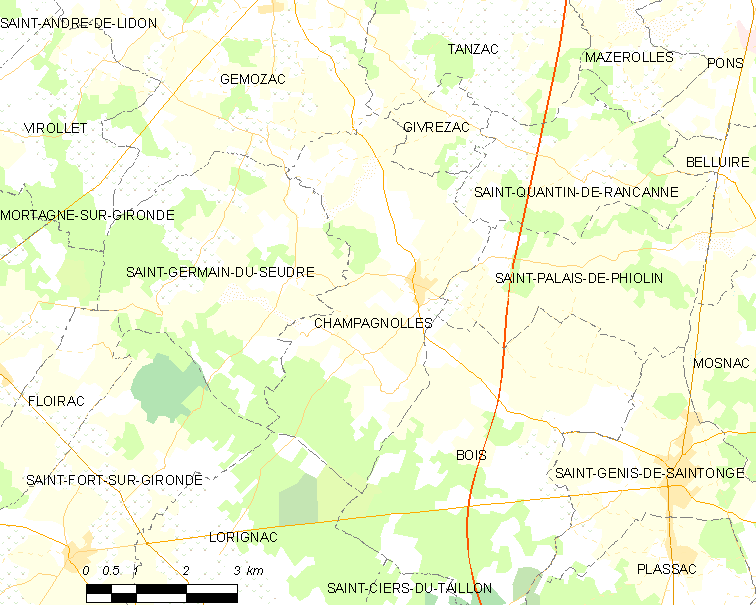
的OSM定位图

尚帕尼奥勒的时区为UTC+01:00、UTC+02:00（夏令时）。

## 行政
尚帕尼奥勒的邮政编码为17240，INSEE市镇编码为17084。

## 政治
尚帕尼奥勒所属的省级选区为蓬镇县。

## 人口

1962-2008年间人口变化图示

尚帕尼奥勒于2022年1月1日时的人口数量为687人。